# Carolyn Shoemaker
Carolyn Jean Spellmann Shoemaker (24 tháng 6 năm 1929 – 13 tháng 8 năm 2021) là nhà thiên văn học người Mỹ. Bà là người đồng phát hiện ra sao chổi Shoemaker-Levy 9. Bà đã phát hiện ra 32 sao chổi và hơn 500 tiểu hành tinh, trở thành người phát hiện ra nhiều sao chổi nhất vào thời điểm đó.
Sau khi lấy bằng đại học về lịch sử, khoa học chính trị và văn học Anh, bà hầu như không quan tâm đến khoa học hành tinh cho đến khi gặp gỡ và kết hôn với nhà địa chất Eugene Merle Shoemaker. Sự nghiệp thiên văn học của bà bắt đầu khi bà thể hiện khả năng thị giác lập thể tốt — một kỹ năng đặc biệt hữu ích trong việc tìm kiếm các vật thể gần Trái Đất. Mặc dù không có bằng cấp chuyên ngành khoa học, khả năng quan sát bằng thị giác đó đã thuyết phục Viện Công nghệ California (Caltech) tuyển bà làm trợ lý nghiên cứu trong nhóm do chồng bà dẫn dắt. Sau đó, bà đã có nhiều phát hiện kỷ lục trong lĩnh vực thiên văn học, đồng thời nhận được nhiều bằng danh dự và giải thưởng chuyên môn.